# Ha entrado un ladrón
 Ha entrado un ladrón es una película de Argentina en blanco y negro dirigida por Augusto César Vatteone sobre su propio guion escrito en colaboración con Daniel Spósito según la obra Las aventuras de un concejal, de Antonio Fernández Lepina y Julio F. Escobar que se estrenó el 3 de abril de 1940 y que tuvo como protagonistas a Tito Lusiardo, Francisco Álvarez y Leonor Rinaldi.

## Sinopsis
Las consecuencias de haber aceptado como huésped en la casa a un ladrón.

## Reparto
- Tito Lusiardo …Evaristo Durañona
- Francisco Álvarez …Eufrasio
- Leonor Rinaldi …Isabel Requejo
- Emperatriz Carvajal …Susana Piranduelo
- Ana Arneodo …Marta
- Antonio Gandía …Álvaro de la Cruz
- Julio Renato …Melitón Gutiérrez
- Domingo Márquez …Jorge Grondona
- Carlos Rosingana …Mucamo
- Vicente Forastieri …Portero
- Nélida Bilbao …Matilde
- Elisa Labardén …Elenita
- Ernesto Villegas …Tahúr
- Berta Aliana

## Comentario
Calki opinó:

"Novedad nacional de intención cómica y amalgama de vaudeville francés y sainete criollo....echa mano a viejos recursos del teatro cómico, de tono menor, para constituirse en un espectáculo divertido."